# Нереу Рамус
Нере́у ді Оліве́йра Ра́мус (порт. Nereu de Oliveira Ramos; 3 вересня 1888 — 16 червня 1958) — бразильський державний діяч, адвокат. Віцепрезидент Бразилії у 1946—1951, президент Бразилії у 1955—1956 роках.

## Біографія
Рамус закінчив Юридичний факультет університету Сан-Паулу 1909 року. У 1910—1912 та 1919—1921 роках був депутатом Законодавчих зборів Санта-Катаріни. 1927 року Рамус заснував Ліберальну партію Санта-Катаріни. 1930 року Рамуса було обрано федеральним депутатом від Ліберального альянсу, із закриттям Конгресу засідав у Конституційній асамблеї.
Упродовж 10 років, з 1935 до 1945 року, Рамус займав посаду губернатора штату Санта-Катаріна. Після усунення Жетулью Варгаса Рамус висунув свою кандидатуру на пост віцепрезидента й переміг на виборах. 31 січня 1946 року він склав присягу на посту віцепрезидента Бразилії, ставши першим на цій посаді за останні 15 років (посаду віцепрезидента було скасовано Конституцією 1934 року й відновлено Конституцією 1946 року). Після завершення терміну своїх повноважень Рамус очолював Палату депутатів Бразилії (1951—1954), потім був віце-спікером Сенату.
Рамус опинився на посту президента в результаті так званого «попереджувального перевороту», спрямованого на захист Конституції, метою якого було усунено від влади Карлуса Луза. Нереу Рамус присягнув передати владу законно обраному президенту Жуселіну Кубічеку, і 31 січня 1956 року той офіційно став на посаду. Після цих подій Рамус повернувся до Сенату і деякий час очолював міністерство юстиції в уряді Кубічека.
6 липня 1958 року Рамус загинув в авіакатастрофі.

## Цікаві факти
- Батько Нереу, Відал Рамус, був губернатором Санта-Катаріни з 1910 до 1914 року.
- Нереу Рамус був президентом Бразилії упродовж двох місяців і 21 день.